# IPad Mini 4
iPad Mini 4 (стилізовані як iPad mini 4) — четверте покоління планшетного комп'ютера iPad Mini, що був розроблений, вироблявся та постачався компанією Apple Inc. Він був анонсований разом з iPad Pro 9 вересня 2015 року і випущений того ж дня. iPad Mini 4, який прийшов на зміну iPad Mini 3, був знятий з виробництва 18 березня 2019 року, коли його замінив iPad Mini п'ятого покоління.

## Історія
iPad Mini 4 був анонсований під час спеціальної події Apple «Hey Siri» 9 вересня 2015 року разом з іншими новими або оновленими продуктами, включаючи iPad Pro, iPhone 6s і Apple TV. Проте, було мінімально приділено часу безпосередньо новому iPad Mini, лише коротка згадка в кінці основної презентації iPad Pro.

## Особливості

### Програмне забезпечення
iPad Mini 4 постачається з попередньо встановленою операційною системою iOS 9, і він був першим пристроєм на базі цієї операційноїсистеми. Завдяки додатковому 1 ГБ оперативної пам'яті, порівняно з iPad Mini попередніх поколінь, iPad Mini 4 може використовувати багатозадачні функції переміщення, розділення перегляду та зображення в картинці в iOS 9.
Пристрій сумісний з iOS 9.1, яка була випущена 21 жовтня 2015 року, в якій додано додаток Новини для Великої Британії та Австралії, а також додаткові емодзі та інші виправлення помилок.
На WWDC 2019 було анонсовано, що iPad Mini 4 підтримуватиме iPadOS, незважаючи на чутки, що цього не станеться. Хоча в ньому немає підтримки деяких функцій, таких як стікери Memoji, програми на базі ARKit від Apple і підтримка Sidecar в macOS Catalina, оскільки він має процесор Apple A8. Крім цього, більшість функцій, які зʼявилися в iPadOS, працюватимуть з цим iPad, включаючи підтримку зовнішніх USB-накопичувачів (за допомогою комплектів підключення камери), перероблений розділений екран та інтерфейс багатозадачності (з підтримкою двох програм, які працюють одночасно) і підтримка Haptic Touch (тактильний зворотний зв'язок не буде відчуватися, оскільки сімейство iPad не має Taptic Engines).

### Дизайн
iPad Mini 4 отримав перше серйозне оновлення дизайну в лінійці iPad Mini, з дещо вищим і ширшим корпусом (хоча без збільшення розміру екрану) порівняно з iPad Mini 2 і Mini 3. Також він став набагато тоншим: пристрій повторює товщину iPad Air 2 — 6,1 міліметра. Цей пристрій також легший за попереднє покоління на 33,2 грама.
Через оновлений дизайн цей пристрій несумісний із чохлами, які в іншому випадку підходили б до iPad Mini 2 або iPad Mini 3. Щоб компенсувати це, Apple випустила Smart Cover і силіконовий чохол для iPad Mini 4, який можна використовувати окремо або разом як повністю захисний чохол. На відміну від iPad Air 2, для пристрою немає шкіряного Smart Case від Apple. Перемикач вимкнення звуку було прибрано, як і у iPad Air 2.
Як і iPad Mini 3, iPad Mini 4 доступний у трьох кольорах: Космічний сірий, Сріблястий та Золотистий.

### Апаратне забезпечення
Хоча iPad Air 2 і iPad Mini 3 були випущені в жовтні 2014 року, iPad Mini 3 отримав ті ж внутрішні елементи, що й iPad Mini 2, включаючи процесор A7, на відміну від оновленого апаратного забезпечення iPad Air 2. iPad Mini 4 отримав технічне оновлене, наближене за характеристиками до iPad Air 2. Однак iPad Mini 4 оснащений двоядерним процесором A8 замість триядерного A8X, який вбудований у iPad Air 2. Apple стверджує, що цей процесор «у 1,3 рази швидший» при виконанні завдань ЦП і «в 1,6 рази швидший» для графічних завдань порівняно з процесором A7, який був у попередніх моделях iPad Mini. Так само як і iPad Air 2, він має 2 ГБ оперативної пам'яті, що дозволяє пристрою підтримувати розширені функції багатозадачності, доступні в операційній системі iOS 9.
Як і iPad Mini 3, iPad Mini 4 здатний здійснювати мобільні платежі через Apple Pay у поєднанні з сенсором Touch ID, хоча це можна зробити лише в додатках, оскільки пристрій не має антени NFC, необхідної для здійснення платежів через банківські термінали. Із iOS 10 Apple Pay підтримується в додатку Safari.
Пристрій має той самий модуль камери, що й iPad Air 2, з 8-мегапіксельною камерою та діафрагмою ƒ/2,4. Екран — це той самий дисплей Retina, який з'явився у iPad Mini 2, хоча він повністю ламінований (також як і у iPad Air 2) і містить антиблікове покриття, що значно покращує якість зображення порівняно з його попередниками. Дисплей iPad Mini 4 має значно покращену точність кольорів завдяки збільшенню колірної гами sRGB до 101 % порівняно з низьким рівнем ~62 % у попередніх моделях.
У нього трохи менший акумулятор в порівнянні з попередніми поколіннями, хоча Apple стверджує, що час роботи становить ті ж 10 годин, як і у його попередника.
Також є оновлений бездротовий модуль, який додає підтримку Wi-Fi 802.11ac і Bluetooth 4.2. Як і його попередник, iPad Mini 4 був доступний з варіантами сховища обсягом 16, 32, 64 або 128 ГБ, хоча до березня 2017 року продаж усіх моделей, крім моделі 128 ГБ, був припинений.
Хоча Apple Pencil був випущений разом з iPad Mini 4 у вересні 2015 року, він був сумісний виключно з iPad Pro, випущеним в той же час. Підтримка Apple Pencil на iPad Mini не була доступна до 5-го покоління iPad Mini в 2019 році.

## Оцінки
Планшет отримав загалом позитивні відгуки: The Verge дав iPad Mini 4 оцінку 9/10, похваливши дисплей, високу продуктивність, чудову камеру та багатозадачність, але розкритикував динаміки та скошені краї.
CNET також високо оцінив новий «яскравіший» дисплей і тонший дизайн, а також нові функції в iOS 9, які підтримує пристрій. Однак вони також критикували його за те, що він дорожчий, ніж інші 8-дюймові планшети, а функції багатозадачності не так добре працюють на меншому екрані. Також критикували процесор A8 у iPad Mini 4, якому на момент випуску вже був один рік, що розглядалося як «відставання» від процесорів A8X у iPad Air 2 та A9 у iPhone 6S. Це контрастує з iPad Mini 2, який мав процесор A7, який використовувався в iPad Air і iPhone 5S, коли вони були випущені восени 2013 року.

## Хронологія
| Хронологія моделей iPad                     |
| ------------------------------------------- |
| Див. також: Хронологія продуктів Apple Inc. |

Джерело: Apple Newsroom Archive.